# Manpo
Manp'o (Koreaans: 만포시) is een stad in de Noord-Koreaanse provincie Chagang-do. In 2008 telde de stad ruim 116.000 inwoners. De stad ligt tegen de grens aan van China  en bestaat uit 11 buurten (dong) en 15 dorpen (ri).

## Afbeeldingen

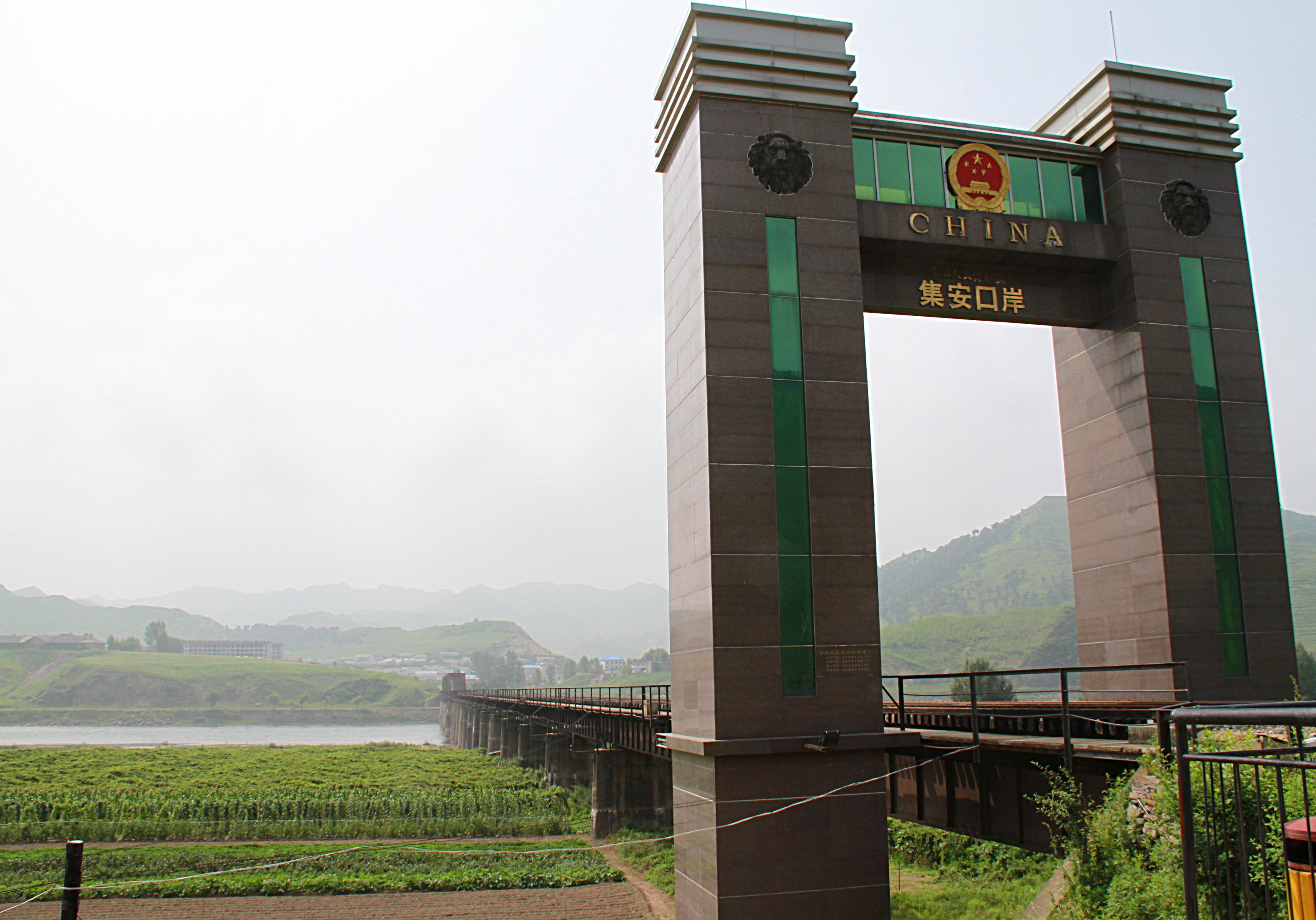
De Ji'an Yaluspoorbrug van China naar Manpo
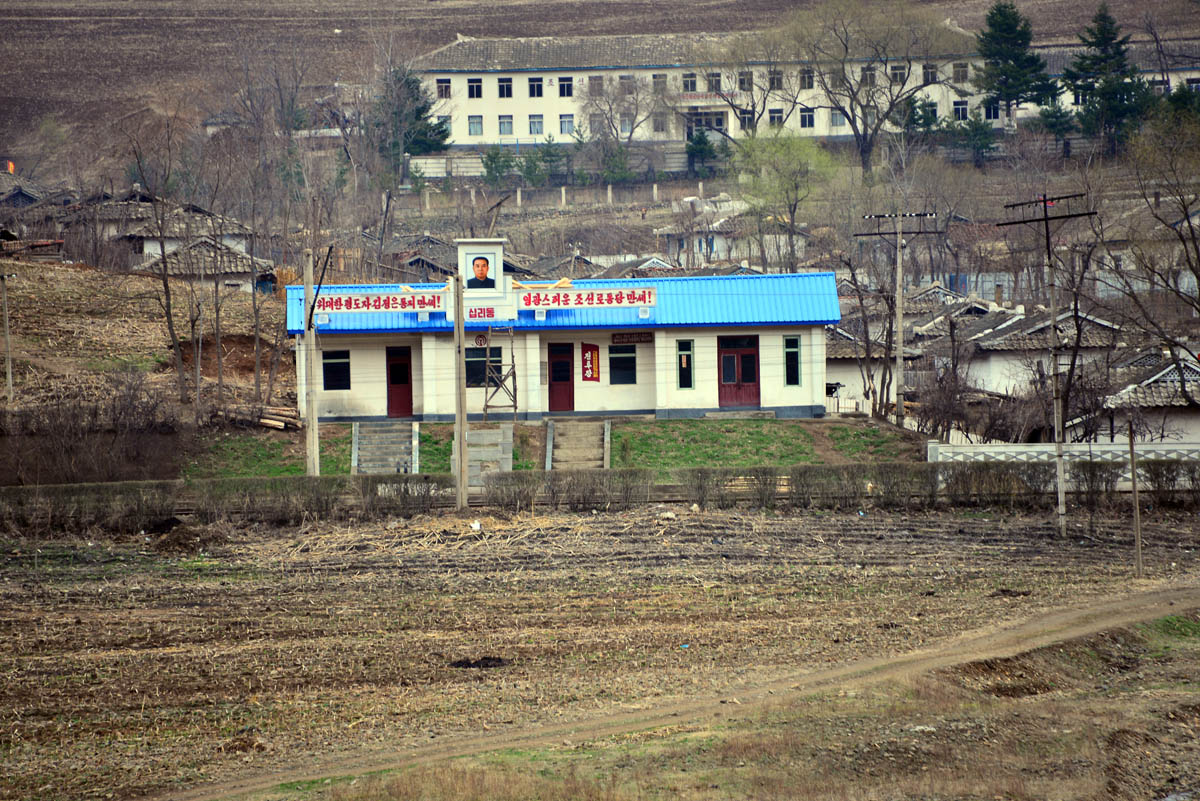
Treinstation in Manpo
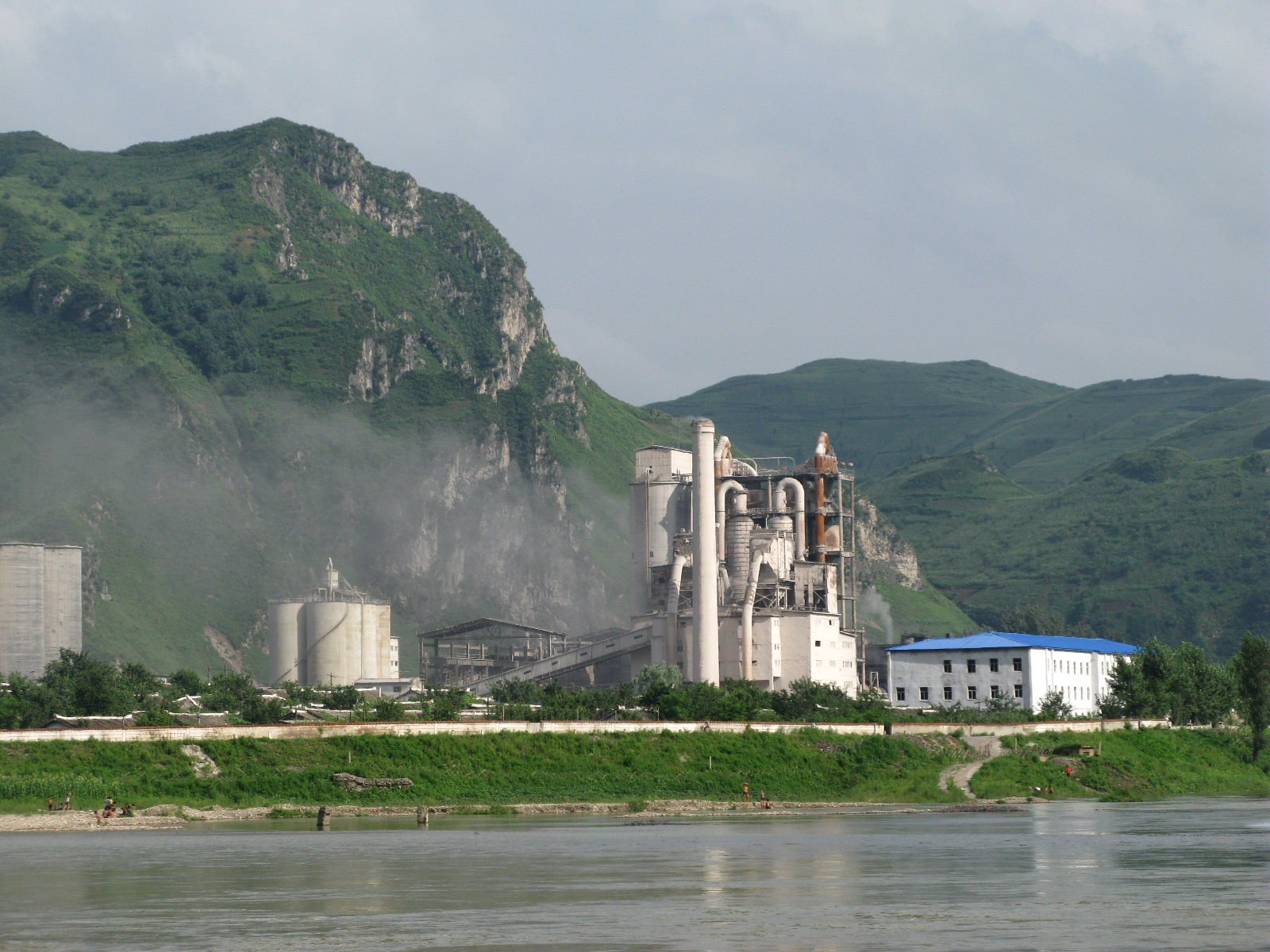
Cementfabriek vlak bij Manpo